# Odontopera orographica
Odontopera orographica är en fjärilsart som beskrevs av Louis Beethoven Prout 1938. Odontopera orographica ingår i släktet Odontopera och familjen mätare. Inga underarter finns listade i Catalogue of Life.